# Mercuryo
Mercuryo.io és un proveïdor de serveis de pagament B2B britànic especialitzat en infraestructures de fiat a criptografia. L'empresa desenvolupa una caixa d'eines alimentada per criptomoneda per a transaccions de pagament de criptomoneda. Actualment, els serveis operatius inclouen un giny de rampa on-off per comprar i vendre criptomonedes a través de plataformes en línia, adquisició de criptomonedes, serveis OTC i una cartera de criptomonedes amb funcionalitats de compra, intercanvi, transferència i emmagatzematge.
La seu central es troba a Londres, Regne Unit. A l'octubre de 2021, el nombre d'empleats de l'empresa va arribar als 170. L'objectiu principal de la companyia és el mercat europeu, amb èmfasi en el mercat intern del Regne Unit. La companyia també té els seus serveis presents als mercats dels EUA, Llatinoamèrica, Àsia i Àfrica. La companyia s'ha associat amb empreses com Bittrex, Bitfinex, Trust Wallet, Phemex, Gate.io, Bybit i 1inch.

## Història
L'empresa es va fundar el 2018 a Tallinn, Estònia. Inicialment, la companyia va llançar la cartera mòbil de criptomoneda, amb accés a pagaments amb targetes bancàries. A continuació, la companyia va introduir un widget web fiat-on-ramp, que permetia als administradors web monetitzar les seves plataformes generant trànsit i compartint una part dels ingressos a canvi. Poc després, es va oferir la funcionalitat del giny a plataformes de criptomoneda com Binance, Bitfinex, Trustwallet, etc.
A la primavera del 2020, Mercuryo va anunciar que es convertiria en un validador oficial de Telegram Open Network. Tanmateix, el llançament de TON es va retardar. El setembre de 2020, la companyia va recaptar, en una ronda llavor, una inversió de 2,5 milions d'euros del fons europeu i de l'actual soci inversor de la companyia, Target Global. El desembre de 2020, la companyia va anunciar una associació amb el club de futbol britànic Swansea AFC.
El 25 de gener de 2021, la companyia va anunciar la seva expansió al mercat nord-americà. El maig de 2021, la companyia va anunciar la seva associació amb l'equip d'eSports Ninjas in Pijamas. El juny de 2021, la companyia va anunciar una ronda de finançament Sèrie A de 7,5 milions de dòlars recaptats de Target Global. El juliol del 2021, el nombre de clients B2C va superar el milió. El mateix mes, Mercuryo va anunciar l'adquisició d'una llicència de Money Service Business al Canadà. El setembre de 2021, la companyia va anunciar la seva expansió al mercat brasiler.

## Premis
El setembre de 2020, l'empresa fou inclosa en la llista de les 15 empreses innovadores que estan canviant les seves indústries.
El juny de 2021, l'empresa es trobava entre els finalistes del concurs d'iniciativa Visa Everywhere.
El juliol de 2021, l'empresa fou nomenada una de les 17 start-ups de pagament més prometedores d'Europa, segons els inversors de risc entrevistats per Sifted.